# هيوهو نيتن إيتشي ريو
أسلوب نيتن إيتشي ريو – فن السيف ذو الجنتين
نيتن إيتشي ريو (Niten Ichi-ryū) هو أسلوب قتالي في المبارزة ابتكره مياموتو موساشي، أعظم مبارزي ساموراي في اليابان، خلال القرن السابع عشر. الاسم يعني "أسلوب الجنتين كواحد"، حيث يستخدم المبارز سيفين معاً: الكاتانا والواكيزاشي، بطريقة منسقة هجومية ودفاعية.
أهم ما يميز الأسلوب:
استخدام مزدوج للسيفين بفعالية نادرة.
فلسفة قتالية تدمج العقل، النفس، والاستراتيجية.
بساطة قاتلة: حركات مباشرة وسريعة تهزم الخصم بأقل مجهود.
مبادئ الحياة: يعكس الأسلوب فهم موساشي العميق للطبيعة والصراع.
أهم مصدر تعليمي:
كتاب الحلقات الخمس (Go Rin no Sho) الذي كتبه موساشي في نهاية حياته، يشرح فيه هذا الأسلوب وفلسفته القتالية.
مصادر وروابط: